# کورلینگن
کورلینگن (به آلمانی: Korlingen) یک شهر در آلمان است که در تریر-زاربورگ واقع شده‌است. کورلینگن ۸۰۰ نفر جمعیت دارد.